# Stig Warren
Stig Warren född 7 juni 1912 i Stockholm, död 13 januari 1994 i Möllevången, var en svensk författare.

## Priser och utmärkelser
- Ferlinpriset 1974